# Alwin Neuß

Alwin Neuß vor 1930 auf einer Fotografie von Alexander Binder

Karl Heinrich Alwin Neuß, auch Alwin Neuss (* 17. Juni 1879 in Deutz, heute Stadtteil von Köln; † 29. Oktober 1935 in Berlin) war ein deutscher Schauspieler und Filmregisseur.

## Leben
Der Sohn eines Staatsbeamten gab sein Bühnendebüt 1895 in Köln an der Sommerbühne Flora, worauf Engagements in Bremen, Magdeburg, Innsbruck, Breslau und Dresden folgten. Ab 1903 gehörte er zum Ensemble des Deutschen Theaters in Berlin, mit dem er Gastspielreisen in mehrere europäische Länder unternahm.
In einem Film um Sherlock Holmes erhielt er 1908 seine erste Filmrolle bei der dänischen Produktionsfirma Nordisk. Im deutschen Kino verkörperte er ab 1910 mehrmals selbst den englischen Meisterdetektiv. Besonders erfolgreich war er 1914 mit einer Adaption des Romans Der Hund von Baskerville. In der Dr. Jekyll und Mr. Hyde-Verfilmung von Max Mack mit dem Titel Ein seltsamer Fall überzeugte Neuß in einer Doppelrolle.
Ab 1915 führte Neuß meist auch Regie, zuerst beim Film Ein Schrei in der Nacht. Außer Holmes verkörperte er den amerikanischen Detektiv Tom Shark oder er spielte in anderen Rollen bei zeitgenössischen Spielfilmen mit. 1917 erhielt er das Friedrich-August-Kreuz für Zwei blaue Jungen. In den zwanziger Jahren konnte er an seine großen Erfolge nicht mehr anknüpfen. Im November 1920 gründete er in München die Alwin Neuß Film Alwin Neuß und im Januar 1921 die Alwin Neuß Film-Company GmbH (Alneuco). Nach der Machtübernahme der Nationalsozialisten trat er am 4. April 1933 der NSBO-Zelle deutschstämmiger Filmregisseure bei, konnte aber als Regisseur nicht mehr Fuß fassen.
Alwin Neuß war mit Anna Klara Warczok verheiratet.

## Filmografie
- 1908: Sherlock Holmes
- 1910: Hamlet
- 1911: Der Weg zur Sünde
- 1911: Seine erste Liebe
- 1911: Das Millionentestament (Millionobligationen)
- 1911: Krone und Fessel
- 1912: Die Pflicht
- 1914: Das Zauberlied
- 1914: Ein seltsamer Fall
- 1914: Der Hund von Baskerville
- 1914: Mein Name ist Spiesecke
- 1915: Die Sage vom Hund von Baskerville
- 1915: Der Hund von Baskerville, III. Teil: Das unheimliche Zimmer
- 1915: Der Hund von Baskerville, IV. Teil: Der geheimnisvolle Hund
- 1915: Das Gewissen
- 1915: Ein Schrei in der Nacht (auch Regie)
- 1916: Das Licht im Dunkeln (auch Regie)
- 1916: Die Stimme des Toten
- 1916: Der Weg der Tränen (nur Regie)
- 1916: Streichhölzer, kauft Streichhölzer!
- 1916: Der Thug (auch Regie)
- 1916: Das Geheimnis des Sees
- 1916: Dynamit (auch Regie)
- 1916: Komtesse Hella (Regie)
- 1917: Die Spinne (auch Regie)
- 1917: Das Defizit (auch Regie)
- 1916: Das Lied des Lebens (auch Regie)
- 1917: Die Glaswand/Der Klub der Neun
- 1917: Der Mann im Havelock (auch Regie)
- 1917: Die Faust des Schicksals (auch Regie)
- 1917: Das Spiel vom Tode (auch Regie)
- 1917: Der Jubiläumspreis
- 1917: Die Kraft des Michael Argobast
- 1917: Zwei blaue Jungen (auch Regie)
- 1918: Genie und Liebe (auch Regie)
- 1918: Lebendig tot
- 1918: Der Volontär (auch Regie)
- 1918: Die Sünde
- 1918: Der Cowboy (auch Regie)
- 1918: Das Glück der Frau Beate (auch Regie)
- 1918: Clown Charly (auch Regie)
- 1918: Der Wilderer (auch Regie)
- 1918: Das Lied der Mutter (auch Regie)
- 1918: Das bemooste Haupt
- 1919: Der Tod des andern
- 1919: Die Rache ist mein
- 1919: Bettler-GmbH
- 1919: Verbrechen und Liebe
- 1920: Um die Ehre einer Frau
- 1921: Heißer Kampf (auch Produzent)
- 1922: Das Diadem der Zarin
- 1924: Auf Befehl der Pompadour
- 1924: Windstärke 9
- 1926: Die Zwei und die Dame
- 1927: Am Rüdesheimer Schloß steht eine Linde
- 1930: Das alte Lied
- 1930: Der Tanz ins Glück

## Weblinks

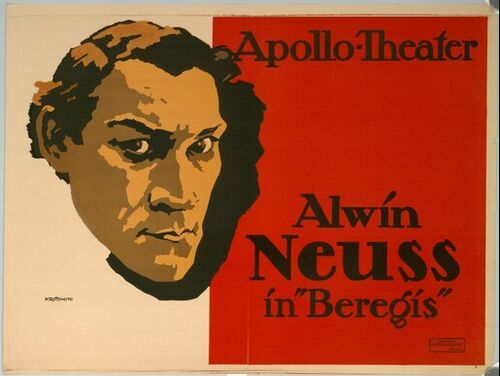
Plakat von Stephan Krotowski